# Édouard Lalo
Édouard Victor Antoine Lalo, francoski skladatelj španskega rodu, * 27. januar 1823, Lille, † 22. april 1892, Pariz.

## Pomembnejša dela
- Koncert za violončelo in orkester, d mol
- Klavirski koncert v f molu
- Violinski koncert, F dur
- Symphonie Espagnole (za violino in orkester)
- Simfonija v g molu
- 2 »Aubades«, za orkester
- Divertimento, za orkester
- Norvešja rapsodija, za orkester
- Scherzo v d molu, za orkester
- 2 »Namouna« suiti
- Le roi d'Ys (opera)
- 3 klavirski trii